# Euratsfeld
Euratsfeld là một thị trấn ở huyện Amstetten trong bang Niederösterreich ở nước Áo. Đô thị này có diện tích 30,7 km², dân số năm 2001 là 2436 người.